# Atheist Bus Campaign

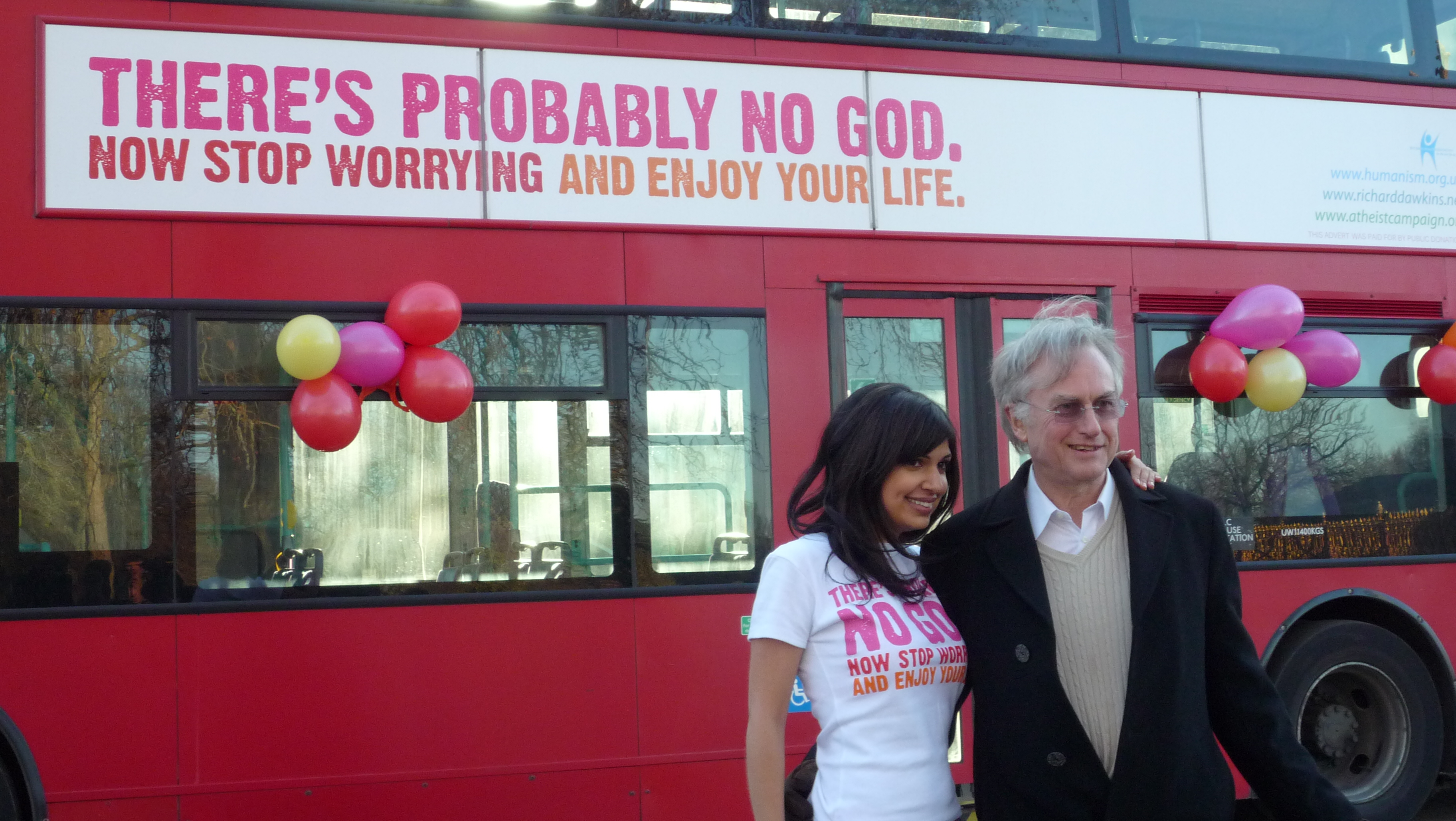
Ariane Sherine und Richard Dawkins beim Start der Werbekampagne

Die Atheist Bus Campaign (deutsch Atheistische Buskampagne) war eine im Oktober 2008 von der britischen Journalistin Ariane Sherine initiierte Werbekampagne, die über Aufschriften auf Bussen die Grundhaltung des Atheismus propagiert. Die Aktion für ein Leben ohne Religion wurde als Antwort auf eine Werbekampagne evangelikaler Gruppen konzipiert und erhielt Unterstützung von Richard Dawkins und der British Humanist Association. Die Kampagne fand Ableger und Nachahmer in weiteren Ländern.

## Geschichte
Sherine startete die Atheist Bus Campaign als Antwort auf eine evangelikale christliche Buswerbung, die mit einer Website warb, auf der Ungläubigen die „Ewigkeit in den Qualen der Hölle“ und ein „Verbrennen in einem See aus Feuer“ prophezeit wurde.
Die British Humanist Association und der Religionskritiker Richard Dawkins unterstützten die Aktion Sherines, Londoner Busse mit den Werbezeilen “There’s probably no god. Now stop worrying and enjoy your life.” (deutsch: „Es gibt wahrscheinlich keinen Gott. Nun denn, hör auf dir Sorgen zu machen und genieße dein Leben.“) zu plakatieren.
Im Anschluss mietete die Christliche Partei für ca. 17.000 Euro Werbefläche für den Slogan: Es gibt Gott ganz sicher. Also tritt der Christlichen Partei bei und genieße dein Leben.

## Andere Länder

### Deutschland

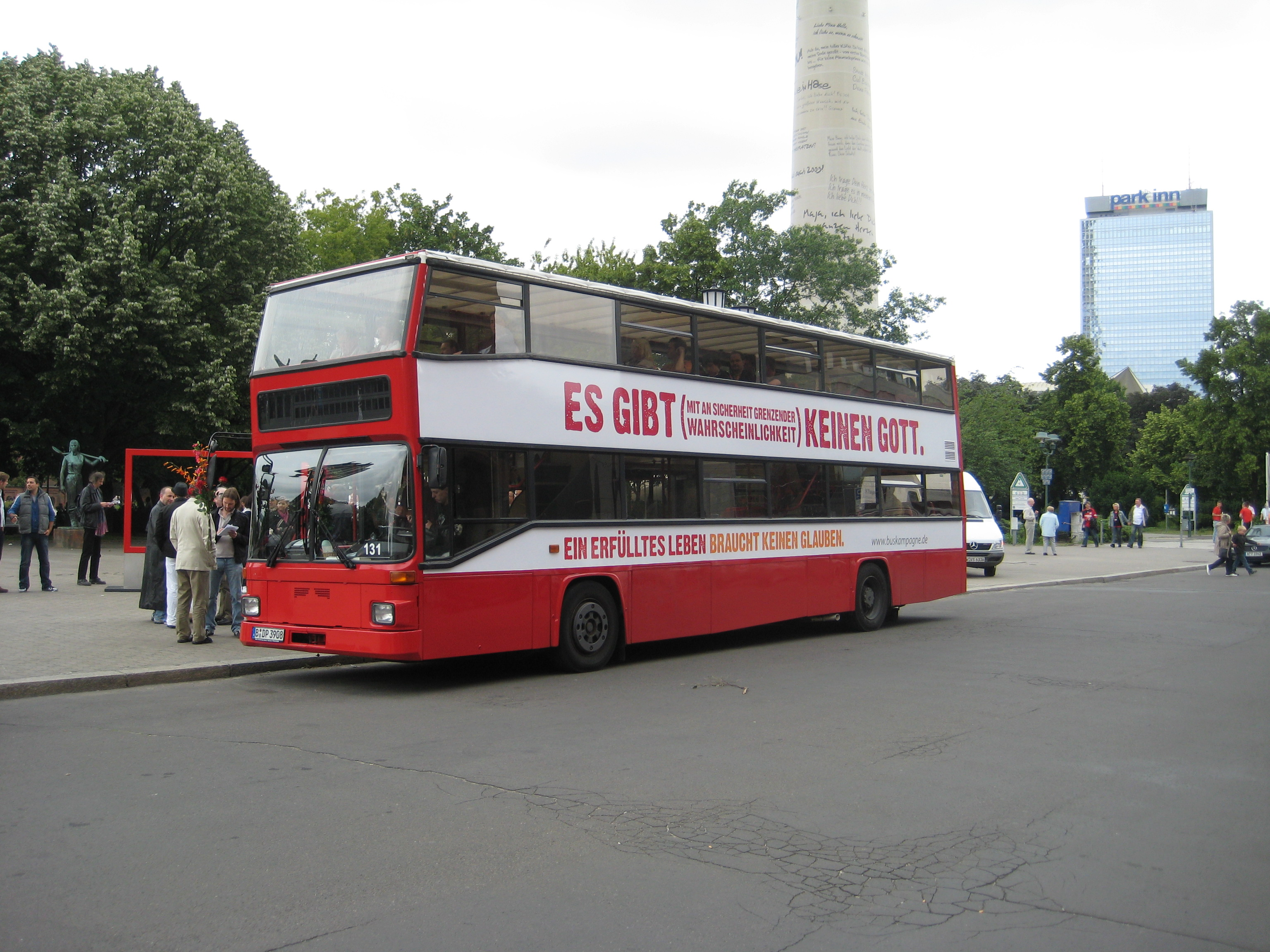
Start der Bustour am 30. Mai 2009 in Berlin

#### Im Jahr 2009
Nach Angaben der deutschen Organisatoren Buskampagne.de, die von Philipp Möller, Carsten Frerk, Peder Iblher und anderen initiiert wurde, möchte die „säkulare Werbekampagne“ Menschen, „die in ihrer Weltanschauung auf übernatürliche, metaphysische Kräfte verzichten, zeigen, dass sie nicht alleine sind“ und „dass Ethik und Moral nicht von Gott gegeben sind, sondern von Menschen gemacht und für Menschen gemacht“ sind. Ihr Werbespruch lautet: Es gibt (mit an Sicherheit grenzender Wahrscheinlichkeit) keinen Gott.
Buskampagne.de veröffentlichte am 9. März 2009 einen Spendenaufruf. Ziel des Aufrufs war es, Spenden in Höhe von mindestens 19.500 Euro zu sammeln, um damit drei Monate lang Werbung auf drei Bussen des öffentlichen Nahverkehrs in Berlin, Köln und München finanzieren zu können. Dieses Ziel erreichte die Kampagne am 13. März 2009.
Die Berliner Verkehrsbetriebe lehnten eine Plakatierung der Werbung auf ihren Bussen mit der Begründung ab, das Unternehmen wolle nicht, „dass sich die Fahrgäste der BVG aufregen müssen,“ außerdem wollen sie „keinerlei religiöse oder sonstige weltanschauliche Werbung mehr“ zulassen.  Auch bei den Kölner Verkehrsbetrieben stieß die Werbung auf Ablehnung. Die Münchner Verkehrsgesellschaft hat die Kampagne abgelehnt, weil sie „grundsätzlich Werbung mit politischer oder weltanschaulicher Aussage, sei es jetzt atheistisch oder theistischer Natur, ablehnen“. Der Verkehrsverbund Bremen/Niedersachsen empfiehlt seinen Partnerunternehmen, „diese Werbung der Buskampagne nicht zu schalten, weil sie glaubensverachtend“ wäre. Die Dortmunder Verkehrsbetriebe haben einen Bus mit der Aufschrift Keine Sorge: Es gibt Gott. Also schönen Tag akzeptiert, bei einer Atheismus-Kampagne könne man jedoch nicht sicher sein, ob sich Menschen beleidigt fühlten und im Zweifelsfall sogar Busse beschädigten. Die Betriebe in Dresden, Leipzig, Potsdam, Münster, Fulda, Regensburg, Stuttgart und Hamburg lehnten mit der Begründung ab, man lasse keine weltanschauliche Werbung zu. Die Essener Verkehrs-AG nahm ihre anfängliche Zusage für die Werbeaktion nach massiven Protesten und Boykottaufrufen zurück.
Das Erzbistum Berlin reagierte: „Wir machen ja auch Werbung, wieso sollen die das nicht machen“. Ähnlich äußerte sich der Münsteraner Weihbischof Franz-Josef Overbeck. Die Evangelische Kirche in Deutschland sieht nach Aussage ihrer Kulturbeauftragten Petra Bahr die Kampagne ebenfalls als Chance, das Thema Gott öffentlich ins Gespräch zu bringen, und spricht sich für die Durchführung aus. Der Landesvorsitzende der Partei Die Linke Berlin, Klaus Lederer, kritisierte die Entscheidung der Berliner Verkehrsbetriebe, die atheistische Werbung der Buskampagne auf ihren Fahrzeugen nicht zuzulassen, zumal überall in der Berliner U-Bahn Plakate mit Sprüchen wie „Jesus liebt dich“ hängen. Die Buskampagne wird von Organisationen wie den Brights, dem Bund für Geistesfreiheit, dem Internationalen Bund der Konfessionslosen und Atheisten und der Giordano Bruno Stiftung unterstützt. Nach der Absage der Verkehrsbetriebe aller großen deutschen Städte organisierten die Initiatoren eine Deutschland-Tour mit einem gemieteten Berliner Doppeldecker-Bus.
Die Bustour startete am 30. Mai 2009 in Berlin. Auf einer dreiwöchigen Rundreise durch 24 Städte in Deutschland wurden Informationsveranstaltungen zu einer nicht-religiösen Weltsicht mit dem „Unglaubens-Bekenntnis“ angeboten, dass es wohl keinen Gott gebe und daher die Menschen für ihre Moral selbst verantwortlich seien. Mit der Tour verbunden war eine Aufforderung, sich in öffentliche Debatten einzumischen, wobei es jedoch nicht um eine „atheistische Missionierung“ gehen solle.
Der Kampagne folgte auf jeder ihrer Stationen eine Gegen-Bustour der evangelikalen Organisation Campus für Christus. Diese Aktion lief unter dem Namen Gott kennen und der Bus trug die Aufschrift: „Und wenn es ihn doch gibt…“
Das Team der deutschen Buskampagne wurde mit dem Sapio-Preis des Internationalen Bundes der Konfessionslosen und Atheisten ausgezeichnet.

#### Im Jahr 2019

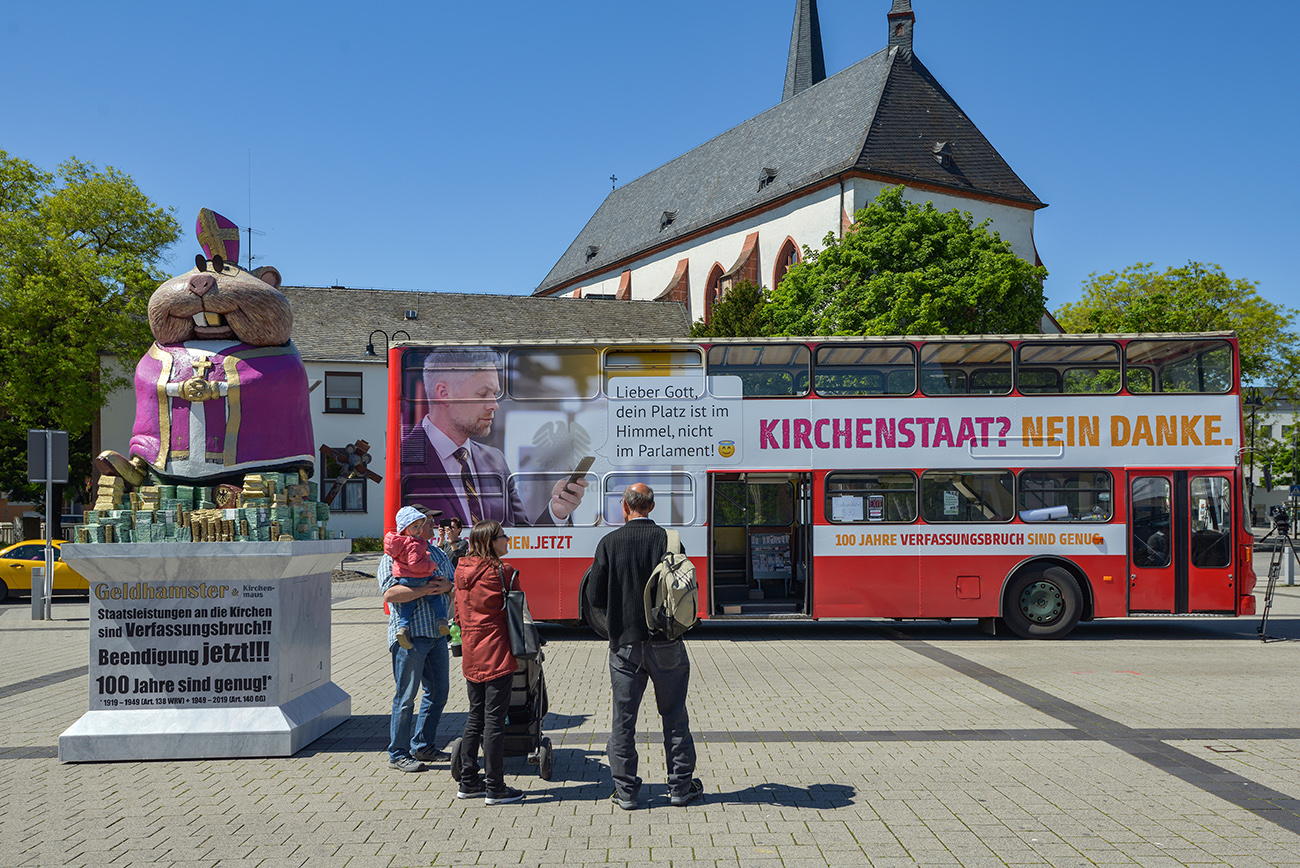
Buskampagne 2019 "Kirchenstaat? Nein Danke."

Im Mai 2019 führte die Giordano-Bruno-Stiftung (gbs) gemeinsam mit dem Internationalen Bund der Konfessionslosen und Atheisten (IBKA) eine deutschlandweite Buskampagne in 25 Städten durch. Unter dem Motto „Schlussmachen jetzt!“ wurde die Forderung nach Trennung von Staat und Kirche in den Mittelpunkt gestellt. Die Kampagnenbroschüre hatte den Titel: „Abschied von der Kirchenrepublik: 100 Jahre Verfassungsbruch sind genug“. Es wurden verschiedene Forderungen medial verbreitet, z. B. religiös-weltanschauliche Neutralität des Staates, Ablösung der Staatsleistungen an die Kirchen, die Abschaffung des Kirchensteuereinzugs über den Arbeitgeber, des kirchlichen Arbeitsrechts, die Einführung „bekenntnisfreier Schulen“, die Anwendung geltenden Rechts gegenüber Religionsgemeinschaften und eine grundlegende Reform der Gesetze zum Schwangerschaftsabbruch und zur Sterbehilfe.
Im Rahmen der Buskampagne führte die Kirche des Fliegenden Spaghettimonsters Deutschland eine rituelle Umweihung der Leipziger Universitäts-Aula Paulinum im Rahmen eines Protests gegen die Verquickung von Staat und Kirche durch und hielt auf der Abschlusskundgebung am Brandenburger Tor in Berlin eine öffentliche Nudelmesse.
Das Bistum Trier kritisierte, dass die Organisatoren das „Zerrbild einer Kirchenrepublik Deutschland“ zeichnen würden, in der die Politik demnach in einer „christlichen Filterblase“ gefangen sei und die Bürger durch kirchlich beeinflusste Gesetze in ihrer Freiheit eingeschränkt und gegängelt würden.

### Italien und Spanien

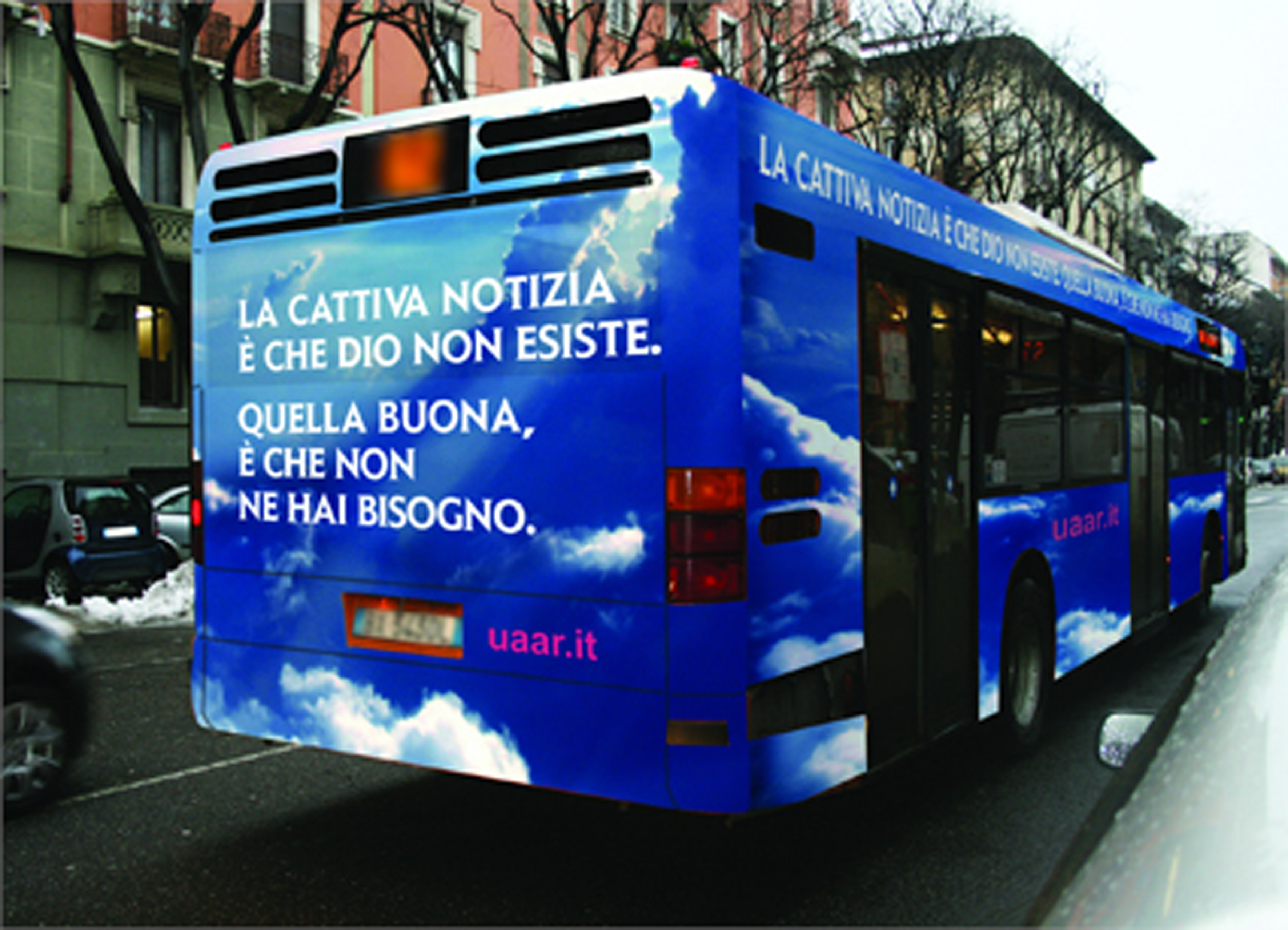
Italienische Variante der Kampagne: „Die schlechte Nachricht ist, dass Gott nicht existiert; die gute, dass Du keinen brauchst.“

Die spanische Organisation der Atheisten und Freidenker Unión de Ateos y Librepensadores veranstaltete die Kampagne Bus Ateo in Madrid, Barcelona und Saragossa. Die italienische Vereinigung Unione degli Atei e degli Agnostici Razionalisti (UAAR) beabsichtigt, zwei Autobusse der Verkehrsbetriebe von Genua mit der italienischsprachigen Variante der Werbung zu plakatieren.

### Vereinigte Staaten
Im November 2008 begann die American Humanist Association in Washington, D.C. eine Buskampagne mit dem Wahlspruch “Why believe in a God? Just be good for goodness' sake.” (deutsch: „Warum an einen Gott glauben? Sei einfach gut um der Güte willen.“).

### Niederlande
Hier ist die Buskampagne an den Verkehrsbetrieben gescheitert und auf Plakatwände ausgewichen. Ein Plakat warb neben dem Amsterdamer Flughafen für eine gottlose Welt.

### Schweiz
Die Freidenker-Vereinigung der Schweiz (FVS) plant, dass der Werbespruch: „Wahrscheinlich gibt es keinen Gott. Kein Grund zur Sorge, geniess das Leben!“ an je einem öffentlichen Bus in zehn Städten der Schweiz stehen soll. Die Kampagne soll eine Reaktion auf Plakate mit Bibelzitaten wie „Ich glaube, dass Jesus Christus Gottes Sohn ist“ oder „Jesus ist das Licht des Lebens“ sein. Ziel der Kampagne ist es, denjenigen eine Stimme zu geben, die sich durch missionarische Sprüche bedrängt fühlen.
Unbekannte drohten den Luzerner Verkehrsbetrieben (VBL), die Busse in Brand zu setzen, falls solche Plakate aufgehängt würden; zudem wurden VBL-Mitarbeiter beschimpft. Die FVS erhielt Hass-E-Mails von radikalen Christen.
Die Evangelische Volkspartei der Schweiz (EVP) überlegt, eine Gegenkampagne zu lancieren.
Die Städtischen Verkehrsbetriebe Bern (SVB) lehnten die Kampagne mit der Begründung: „Wir wollen bei dieser Provokation nicht mitmachen“ ab. Ähnlich reagierte man in Zürich und Genf: dort wolle man nicht riskieren, dass religiöse Gefühle verletzt werden. Falls die Aktion mit den Bussen nicht zustande kommt, will die FVS auf Straßenplakate ausweichen.

### Österreich
In Wien (nach anfänglicher Zusage), Graz und Innsbruck wurde die vom österreichischen Zentralrat der Konfessionsfreien um Niko Alm forcierte Aktion von den Verantwortlichen der jeweiligen Verkehrsbetriebe verhindert. Die Sujets wurden daraufhin auf der Wiener Mariahilfer Straße plakatiert.

### Luxemburg

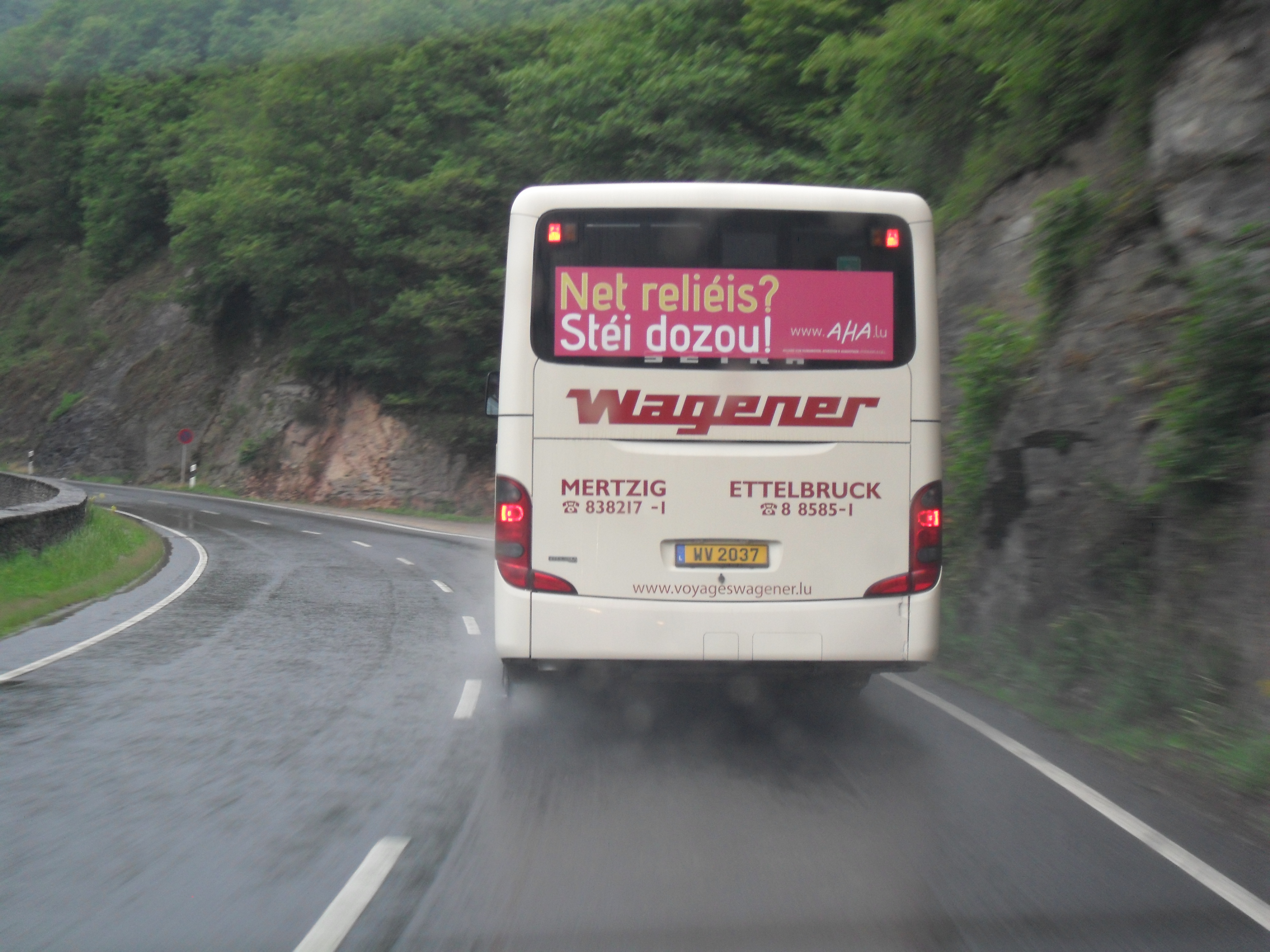
Buskampagne Luxemburg, Frühjahr 2011

Am 11. April 2011 startete im Großherzogtum Luxemburg eine dreimonatige Kampagne auf öffentlichen Verkehrsmitteln. Fünf mit dem Spruch Net reliéis? Stéi dozou! (Nicht religiös? Steh dazu!) versehene Omnibusse privater Unternehmen fuhren ab diesem Zeitpunkt sowohl durch die Stadt Luxemburg als auch das Umland. Initiatorin war die im Jahr zuvor gegründete Allianz vun Humanisten, Atheisten an Agnostiker, kurz AHA.
Unmittelbar nach Beginn der Kampagne wurden Boykottdrohung insbesondere seitens verschiedener Pfarrgemeinden gegenüber den betreffenden Busunternehmen bekannt. Da die Unternehmen zwar Zuschüsse von Seiten der öffentlichen Hand für die Durchführung des Linienverkehrs erhielten, im Gegenzug aber keine Werbeeinnahmen und auch kein Mitspracherecht bei der Auswahl der an ihren Bussen montierten Werbetafeln erhielten, waren diesen die Hände gebunden. Teilweise entfernten Busunternehmer vertragswidrig die Werbetafeln oder setzten die Fahrzeuge nicht ein mit der Begründung, sie müssten repariert werden.
Eine gemeinsame parlamentarische Anfrage von vier im luxemburgischen Parlament vertretenen Parteien führte zu einer Stellungnahme des zuständigen Ministers für Nachhaltige Entwicklung und Infrastruktur, Claude Wiseler, in der dieser betonte, die Kampagne sei deontologisch nicht zu beanstanden und werde daher fortgeführt.